# Consorti dei duchi di Brabante
Quello che segue è un elenco delle consorti sia dei sovrani del Ducato di Brabante (dal 1183 al 1794), sia dei principi ereditari del Belgio (dal 1853). 

## Storia
Storicamente il titolo di Duchessa di Brabante risale a 657 anni prima del Belgio, ed è stato sempre associato alle mogli dei sovrani duchi di Brabante, che erano in vita durante il regno dei loro mariti. Nei 611 in cui esistette, il Ducato vide solo tre duchesse che regnarono per diritto proprio e tre duchi che governarono in virtù delle loro mogli: Giovanna, Maria la Ricca e Maria Teresa; e i loro mariti Venceslao di Lussemburgo, Massimiliano d'Austria e Francesco di Lorena. Inoltre ci sono stati i due co-sovrani dei Paesi Bassi spagnoli Isabella ed Alberto.
Prima dell'elevazione a ducato, il Brabante era un langraviato del Sacro Romano Impero. Dopo la morte il 20 settembre 1085 di Ermanno II, conte palatino di Lotaringia, Enrico III di Lovanio diventò il nuovo langravio di Brabante, che era un feudo imperiale tra il Dender e la Zenne e sua moglie, Geltrude di Fiandra, diventò langravia. Elevato a ducato da Federico Barbarossa in favore di Enrico I. Nel 1190, dopo la morte di Goffredo III, Enrico I diventò anche Duca di Lotaringia. Precedentemente denominata Bassa Lotaringia, questo titolo era ormai praticamente senza autorità territoriale, ma fu portato dai successivi duchi di Brabante, come titolo onorifico. Nel 1288, la Duchessa di Brabante diventò anche Duchessa di Limburgo. Il titolo ricadde alla Duchessa di Borgogna nel 1430. In seguito, seguì con l'eredità borgognona attraverso la dinastia degli Asburgo fino al 1794. Dopo il XV secolo, il titolo divenne uno dei tanti appannaggi associati alle Regine consorti di Spagna ed in seguito alle Sacre Romane Imperatrici. 
La regina di Spagna Sofia di Grecia ed anche l'arciduchessa Regina di Sassonia-Meiningen hanno rivendicato il titolo.
Il titolo di Duca di Brabante fu ripristinato nel 1840 come titolo onorifico per il Principe ereditario per il Regno del Belgio appena creato. Ci sono state tre duchesse reali finora.
Con il cambiamento della normativa belga di successione verso assoluta primogenitura, in cui il figlio maggiore eredita indipendentemente dal sesso, la principessa Elisabetta del Belgio è diventata la prossima in linea di successione al trono dopo suo padre, Filippo del Belgio, l'allora duca di Brabante. Con l'ascesa di re Filippo al trono del Belgio il 21 luglio 2013, Elisabetta è di conseguenza diventata la prima Duchessa di Brabante nel moderno Belgio a detenere il titolo nel suo pieno diritto, piuttosto che come consorte del Duca.

## Periododucale(1183-1794)
Reginar (1183-1406) 
| Immagine | Nome                                    | Padre                                                 | Nascita       | Matrimonio              | Diventò consorte                       | Cessò di essere consorte          | Morte                | Consorte     |
| -------- | --------------------------------------- | ----------------------------------------------------- | ------------- | ----------------------- | -------------------------------------- | --------------------------------- | -------------------- | ------------ |
|          | Matilde di Lorena                       | Matteo, conte di Boulogne (Lorena)                    | 1170          | 1180                    | 1183/1184 elevazione del marito a duca | 16 ottobre 1210                   | 16 ottobre 1210      | Enrico I     |
|          | Maria di Francia                        | Filippo II di Francia (Capetingi)                     | dopo il 1198  | 22 aprile 1213          | 22 aprile 1213                         | 15 ottobre 1224                   | 15 ottobre 1224      | Enrico I     |
|          | Sofia di Turingia                       | Ludovico IV, Langravio di Turingia (Ludovingi)        | 20 marzo 1224 | 1240                    | 1240                                   | 1º febbraio 1248 morte del marito | 29 maggio 1275       | Enrico II    |
|          | Adelaide di Borgogna                    | Ugo IV, duca di Borgogna (Capetingi di Borgogna)      | 1233          | 1251, dopo il 21 luglio | 1251, dopo il 21 luglio                | 28 febbraio 1261 morte del marito | 23 ottobre 1273      | Enrico III   |
|          | Margherita di Francia                   | Luigi IX di Francia (Capetingi)                       | 1254          | 5 settembre 1270        | 5 settembre 1270                       | luglio 1271                       | luglio 1271          | Giovanni I   |
|          | Margherita di Dampierre o delle Fiandre | Guido di Dampierre, Conte di Fiandre (Dampierre)      | 1251          | 1273                    | 1273                                   | 3 luglio 1285                     | 3 luglio 1285        | Giovanni I   |
|          | Margherita d'Inghilterra                | Edoardo I d'Inghilterra (Plantageneti)                | 15 marzo 1275 | 8 luglio 1290           | 3 maggio 1294 ascesa del marito        | 27 ottobre 1312 morte del marito  | dopo l'11 marzo 1333 | Giovanni II  |
|          | Maria d'Évreux                          | Luigi di Francia, Conte d'Évreux (Capetingi d'Évreux) | 1303          | 19 luglio 1311          | 27 ottobre 1312 ascesa del marito      | 31 ottobre 1335                   | 31 ottobre 1335      | Giovanni III |
|          | Venceslao I di Lussemburgo              | Giovanni I, re di Boemia (Lussemburgo)                | 1352          | 5 dicembre 1355         | 8 dicembre 1383                        | 8 dicembre 1383                   | 8 dicembre 1383      | Giovanna I   |

 Valois (1406-1482) 
| Immagine | Nome                     | Padre                                                                 | Nascita          | Matrimonio       | Diventò consorte                   | Cessò di essere consorte                | Morte            | Consorte    |
| -------- | ------------------------ | --------------------------------------------------------------------- | ---------------- | ---------------- | ---------------------------------- | --------------------------------------- | ---------------- | ----------- |
|          | Giovanna di Saint Pol    | Valerano III di Lussemburgo, Conte di Ligny e Saint Pol (Lussemburgo) | 1380/85          | 21 febbraio 1402 | 1º novembre 1406 ascesa del marito | 12 agosto 1407                          | 12 agosto 1407   | Antonio     |
|          | Elisabetta di Görlitz    | Giovanni di Görlitz (Lussemburgo)                                     | novembre 1390    | 16 luglio 1409   | 16 luglio 1409                     | 25 ottobre 1415 morte del marito        | 3 agosto 1451    | Antonio     |
|          | Giacomina di Hainaut     | Guglielmo II, duca di Baviera (Wittelsbach)                           | 16 agosto 1401   | 18 aprile 1418   | 18 aprile 1418                     | 7 marzo 1422 ottiene il divorzio papale | 8 ottobre 1436   | Giovanni IV |
|          | Margherita               | ?                                                                     | ?                | ?                | 17 aprile 1427 ascesa del marito   | 14 agosto 1430 morte del marito         | ?                | Filippo I   |
|          | Isabella del Portogallo  | Giovanni I del Portogallo (Aviz)                                      | 21 febbraio 1397 | 7 gennaio 1430   | 7 gennaio 1430                     | 15 July 1467 morte del marito           | 17 dicembre 1471 | Filippo II  |
|          | Margherita di York       | Riccardo Plantageneto, III duca di York (York)                        | 3 maggio 1446    | 9 luglio 1468    | 9 luglio 1468                      | 5 gennaio 1477 morte del marito         | 23 novembre 1503 | Carlo I     |
|          | Massimiliano I d'Asburgo | Federico III, Sacro Romano imperatore (Asburgo)                       | 18 agosto 1477   | 18 agosto 1477   | 27 marzo 1482                      | 12 gennaio 1519                         | 12 gennaio 1519  | Maria I     |

 Asburgo di Spagna (1482-1700) 
| Immagine | Nome                              | Padre                                              | Nascita          | Matrimonio                       | Diventò consorte                  | Cessò di essere consorte           | Morte            | Consorte    |
| -------- | --------------------------------- | -------------------------------------------------- | ---------------- | -------------------------------- | --------------------------------- | ---------------------------------- | ---------------- | ----------- |
|          | Giovanna di Castiglia             | Ferdinando II d'Aragona (Trastámara)               | 6 novembre 1479  | 20 ottobre 1496                  | 20 ottobre 1496                   | 25 settembre 1506 morte del marito | 12 aprile 1555   | Filippo III |
|          | Isabella del Portogallo           | Manuele I, re del Portogallo (Aviz-Beja)           | 24 ottobre 1503  | 11 marzo 1526                    | 11 marzo 1526                     | 1º maggio 1539                     | 1º maggio 1539   | Carlo II    |
|          | Maria I d'Inghilterra             | Enrico VIII, re d'Inghilterra (Tudor)              | 18 febbraio 1516 | 25 luglio 1554                   | 16 gennaio 1556 ascesa del marito | 17 novembre 1558                   | 17 novembre 1558 | Filippo IV  |
|          | Elisabetta di Valois              | Enrico II, re di Francia (Valois-Angoulême)        | 2 aprile 1545    | 22 giugno 1559                   | 22 giugno 1559                    | 3 ottobre 1568                     | 3 ottobre 1568   | Filippo IV  |
|          | Anna d'Austria                    | Massimiliano II, Sacro Romano Imperatore (Asburgo) | 1º novembre 1549 | 4 maggio 1570                    | 4 maggio 1570                     | 26 ottobre 1580                    | 26 ottobre 1580  | Filippo IV  |
|          | Margherita d'Austria-Stiria       | Carlo II, arciduca d'Austria Interiore (Asburgo)   | 25 dicembre 1584 | 18 aprile 1599                   | 18 aprile 1599                    | 3 ottobre 1611                     | 3 ottobre 1611   | Filippo V   |
|          | Elisabetta di Francia             | Enrico IV, re di Francia (Borbone)                 | 22 novembre 1602 | 25 novembre 1615                 | 31 marzo 1621 ascesa del marito   | 6 ottobre 1644                     | 6 ottobre 1644   | Filippo V   |
|          | Maria Anna d'Austria              | Ferdinando III, Sacro Romano Imperatore (Asburgo)  | 22 dicembre 1634 | 7 ottobre 1649                   | 7 ottobre 1649                    | 17 settembre 1665 morte del marito | 16 maggio 1696   | Filippo V   |
|          | Maria Luisa d'Orléans             | Filippo I, duca d'Orléans (Orléans)                | 26 marzo 1662    | 19 novembre 1679                 | 19 novembre 1679                  | 12 febbraio 1689                   | 12 febbraio 1689 | Carlo III   |
|          | Maria Anna del Palatinato-Neuburg | Filippo Guglielmo, elettore Palatino (Wittelsbach) | 28 ottobre 1667  | 14 maggio 1690 ascesa del marito | 14 maggio 1690 ascesa del marito  | 1º novembre 1700 morte del marito  | 16 luglio 1740   | Carlo III   |

 Borbone di Spagna (1700-1706) 
| Immagine | Nome                  | Padre                                 | Nascita           | Matrimonio                        | Diventò consorte                  | Cessò di essere consorte          | Morte            | Consorte   |
| -------- | --------------------- | ------------------------------------- | ----------------- | --------------------------------- | --------------------------------- | --------------------------------- | ---------------- | ---------- |
|          | Maria Luisa di Savoia | Vittorio Amedeo II di Savoia (Savoia) | 17 settembre 1688 | 2 novembre 1701 ascesa del marito | 2 novembre 1701 ascesa del marito | c. 1706 Ducato ceduto all'Austria | 14 febbraio 1714 | Filippo VI |

 Asburgo d'Austria (1706-1780) 
| Immagine | Nome                                          | Padre                                              | Nascita          | Matrimonio                          | Diventò consorte                 | Cessò di essere consorte         | Morte            | Consorte     |
| -------- | --------------------------------------------- | -------------------------------------------------- | ---------------- | ----------------------------------- | -------------------------------- | -------------------------------- | ---------------- | ------------ |
|          | Elisabetta Cristina di Brunswick-Wolfenbüttel | Luigi Rodolfo, duca di Brunswick-Lüneburg (Welfen) | 28 agosto 1691   | 1º agosto 1708 ascesa del marito    | 1º agosto 1708 ascesa del marito | 20 ottobre 1740 morte del marito | 21 dicembre 1750 | Carlo IV     |
|          | Francesco I di Lorena                         | Leopoldo, duca di Lorena e Bar (Lorena)            | 12 febbraio 1736 | 20 ottobre 1740 ascesa della moglie | 18 agosto 1765                   | 18 agosto 1765                   | 18 agosto 1765   | Maria Teresa |

 Asburgo-Lorena (1780-1794) 
| Immagine | Nome                             | Padre                                                 | Nascita          | Matrimonio        | Diventò consorte                   | Cessò di essere consorte       | Morte          | Consorte  |
| -------- | -------------------------------- | ----------------------------------------------------- | ---------------- | ----------------- | ---------------------------------- | ------------------------------ | -------------- | --------- |
|          | Maria Luisa di Spagna            | Carlo III di Spagna (Borbone di Spagna)               | 24 novembre 1745 | 5 agosto 1765     | 20 febbraio 1790 ascesa del marito | 1º marzo 1792 morte del marito | 15 maggio 1792 | Leopoldo  |
|          | Maria Teresa di Napoli e Sicilia | Ferdinando IV di Napoli e Sicilia (Borbone di Napoli) | 6 giugno 1772    | 15 settembre 1790 | 1º marzo 1792 ascesa del marito    | 1794                           | 13 aprile 1807 | Francesco |

## Periodoreale(1840-attuale)
Sassonia-Coburgo-Gotha (1840-attuale) 
| Immagine | Nome                       | Padre                                                         | Nascita          | Matrimonio      | Diventò consorte | Cessò di essere consorte        | Morte             | Consorte                  |
| -------- | -------------------------- | ------------------------------------------------------------- | ---------------- | --------------- | ---------------- | ------------------------------- | ----------------- | ------------------------- |
|          | Maria Enrichetta d'Austria | Arciduca Giuseppe, conte Palatino d'Ungheria (Asburgo-Lorena) | 23 agosto 1836   | 22 agosto 1853  | 22 agosto 1853   | 6 dicembre 1865 diventò regina  | 19 settembre 1902 | Principe Leopoldo Luigi   |
|          | Astrid di Svezia           | Carlo, duca di Västergötland (Bernadotte)                     | 17 novembre 1905 | 4 novembre 1926 | 4 novembre 1926  | 17 febbraio 1934 diventò regina | 29 agosto 1935    | Principe Leopoldo Filippo |
|          | Mathilde d'Udekem d'Acoz   | Conte Patrick d'Udekem d'Acoz (D'Udekem d'Acoz)               | 20 gennaio 1973  | 4 dicembre 1999 | 4 dicembre 1999  | 21 luglio 2013 diventa regina   | -                 | Principe Filippo          |